# DA-08
DA-08 — двухкоординатный корабельный радар дальнего обзора производства голландской компании Thales Nederland BV. По основным параметрам, за исключением рабочего диапазона частот, аналогичен радару LW-08 той же фирмы.
Производится в двух вариантах, различающихся алгоритмами обработки сигнала: MTI (англ. Moving target indication, отображение движущихся целей) и FFT (англ. Fast Fourier Transform, быстрое преобразование Фурье). Вариант MTI двухлучевой, с двумя облучателями, предназначен для дальнего обзора. Вариант FFT однолучевой, рассчитан на средний радиус сканирования.
Антенна представляет собой рупорный облучатель с параболическим отражателем. Масса антенны — 1100 кг. Для установки на кораблях антенна стабилизирована либо гидравлической системой (модификация LS), либо электромеханически (модификация S).
Дальность обнаружения цели с ЭПР 2 м² составляет 210 км.

## Установки на кораблях
- Авианосец «Вейнтисинко де Майо» (1970-е годы, модернизация)
- Эскадренные миноносцы типа «Альмиранте Браун» (1980)[3]
- Фрегаты типа «Бремен» (1970-е)
- Фрегаты типа FS-1500 (1983)
- Эскадренные миноносцы типа «Ирокез» (модернизация)
- Фрегаты типа «Васко да Гама»
- Фрегаты типа «Явуз»
- Фрегаты типа «Гидра»
- Эскадренные миноносцы типа «Квангэтхо Тэван»
- Фрегаты типа «Нитерой» (модернизация)
- Фрегаты типа 21 (модернизация)
- Эскадренные миноносцы типа «Гиринг» (модернизация)